# MAB modèle D
Le MAB Modèle D est un pistolet de police et de défense produit en France de 1933 à 1982 par la Manufacture d'Armes de Bayonne. Version agrandie du MAB modèle C, son gabarit le rapproche du FN 10/22.

## Présentation
Il fonctionne par culasse non calée et simple action, à percuteur lancé (faisant également office d'éjecteur) comme ses aînés belges, Browning M1910 et 10/22. Il diffère du modèle belge par l’emplacement (en arrière de la détente) et la forme de son levier de sûreté  (bloquant la détente et non la gâchette contrairement au Browning, et permettant comme ce dernier d'immobiliser la culasse en arrière, pour le démontage notamment). Comme de nombreux pistolets de cette génération, la culasse ne reste pas ouverte en fin de chargeur. Son verrou de chargeur est accessible au pouce d'un droitier, tandis que celui du Browning est situé au talon de la crosse. De même les organes de visée fixes (guidon et cran de mire) ont été améliorés. L’arme possède une pédale de poignée bloquant la gâchette et interdisant le tir si elle n'est pas pressée, ainsi qu'une sécurité de chargeur, gains très appréciables en matière de sécurité pour un pistolet semi-automatique à simple action hammerless, par rapport à un Ruby notamment. Ce PA produit a Bayonne était vendu en calibre 7,65 Browning et 9mm court. L’arme subit des modifications mécaniques et esthétiques mineures en 1946, 1948 et 1950.

## Production et diffusion
Le MAB D fut produit de 1933 à 1963 (9 mm) et 1967 (7,65 mm)  pour le marché français et l’exportation. L'Armée française l’utilisa lors de la Seconde Guerre mondiale. Entre 1940 et 1944, il fut livré à la Wehrmacht et arma les FFI. Il fut en service dans la Police nationale, la Gendarmerie nationale, l’ONF, les douanes françaises et la Banque de France après 1945. La Marine nationale en fut aussi dotée durant les guerres d'Indochine et d'Algérie.
Un importateur californien le commercialisa aux États-Unis sous le nom de WAC Le  Gendarme. Une variante peu courante dite MAB "C/D" combine la carcasse du MAB D et l'ensemble canon-culasse du MAB C, elle permet de garder la capacité du modèle D (9 cartouches dans le chargeur en 7,65 mm) et sa prise en main, tout en bénéficiant d'une arme plus courte et donc un peu plus compacte.
Dans les années 1950, le MAB D est également acheté par plusieurs forces de police allemandes (Landespolizei) ainsi que par la police hollandaise afin d'armer leurs agents; et dans les années 1970, ces MAB D seront remplacés par des pistolets en calibre 9mm Parabellum en raison du contexte sécuritaire où les criminels (terrorisme et grand banditisme) utilisent un armement plus puissant que les policiers locaux.

## Évaluation
Le policier et journaliste spécialisé M. Malherbe le trouve légèrement supérieur au FN M1922 mais lui reproche son calibre faible et son absence de chien (il fonctionne par percuteur lancé). Il souffrit de l’absence de double action face au Walther PP, d'une précision inférieure quoique bonne compte tenu de la définition de son usage, ainsi que de l'absence d'indicateur de chargement, d'armement et d'avertisseur de fin de chargeur, témoins d'une conception ancienne. C'est par contre une arme bien équilibrée et profilée, plate, agréable au tir et bien adaptée au port extérieur dans un étui comme au port en civil dans une poche (où sa version compacte, le MAB C, avec deux cartouches de moins dans le chargeur et plus courte, pourra être plus adaptée grâce à son moindre encombrement).

## Dans la culture populaire
Le MAB modèle D est apparu dans plusieurs films des années 1950 à 1980, mais il est également visible dans le film L'Ennemi public numéro 1 sur Jacques Mesrine: c'est une des armes de service des policiers de la BRI du commissaire Broussard.